# John Terry (acteur)
Pour les articles homonymes, voir John Terry.
John Terry est un acteur américain né le 25 janvier 1950 à Vero Beach, en Floride. Il est notamment connu pour avoir interprété le rôle du Dr. Christian Shephard, père de Jack Shephard dans la série Lost : Les Disparus ainsi que le rôle de Slim dans Des souris et des hommes (1992) de Gary Sinise, adaptation du roman éponyme de John Steinbeck.

## Biographie

### Jeunesse et études
John Terry nait le 25 janvier 1950 à Vero Beach, Floride, où il suit ses cours à la Vero Beach High School avant de poursuivre ses études en classe préparatoire à la Loomis Chaffee School de Windsor, dans le Connecticut. Il commence sa carrière en construisant des fustes en Caroline du Nord et découvre la scène en jouant des rôles dans un théâtre local avant de partir en Alaska pour participer à la création d'une entreprise de rafting. Néanmoins, son intérêt pour le monde du spectacle ne le quitte pas et, à l'âge de trente ans, il s'établit à New York et devient acteur à temps plein.

### Carrière
John Terry fait ses débuts au cinéma en tenant le rôle titre de Voltan le barbare (1980), et enchaîne les apparitions dans plusieurs films tels que Guillaume le conquérant (1982), Les Oies sauvages 2 (1985). Toutefois, sa carrière prend un tournant majeur en 1987, lorsqu'il est amené à incarner le rôle du lieutenant Lockhart dans Full Metal Jacket de Stanley Kubrick ainsi que celui de Felix Leiter, agent de la CIA et personnage récurrent de la célèbre franchise James Bond pour Tuer n'est pas jouer, de John Glen. L'acteur américain interprète ensuite un vétéran traumatisé de la guerre du Viêt Nam dans Un héros comme tant d'autres (1989) de Norman Jewison avant de rejoindre la distribution du film d'horreur et de science-fiction The Resurrected (1991) de Dan O'Bannon, adaptation de la nouvelle fantastique L'Affaire Charles Dexter Ward (The Case of Charles Dexter Ward) de H. P. Lovecraft, publiée en 1941. L'année suivante, John Terry est à l'affiche de Des souris et des hommes (1992) de Gary Sinise, qui est également une adaptation, cette fois-ci basée sur le roman éponyme de Steinbeck (Of Mice and Men).
À la télévision, il apparaît dans les premiers épisodes d'Urgences, prêtant ses traits au Dr. Dave « Div » Cvetic, béguin du Dr. Lewis, qui disparaît en raison d'une dépression nerveuse. Quelques années plus tard, en 2002, il est aperçu dans la saison 2 de 24 Heures chrono, dans le rôle de Bob Warner, père de deux sœurs dont l'aînée nouera une relation amoureuse avec Jack Bauer et dont la cadette est fiancée à un jeune homme soupçonné d'être un terroriste. À partir de 2004, il rejoint la distribution de Lost : Les Disparus en interprétant le Dr. Christian Shephard, père de Jack Shephard et de Claire Littleton, deux des protagonistes de la série. Il apparaît principalement lors de flashbacks ainsi que sur l'île, comme incarnation de « l'homme en noir ». En 2006, il apparaît en tant qu'invité dans un épisode de New York, police judiciaire.
Après avoir majoritairement concentré sa carrière à la télévision au début et au milieu des années 2000, John Terry revient au cinéma en 2007 dans Zodiac de David Fincher, puis poursuit avec Surfer, Dude (2008) avant d'occuper un rôle plus conséquent dans le thriller horrifique Nine Dead (2009).

## Filmographie

### Cinéma

#### Court métrage
- 2008 : Reaper de Brian Diederich : le thérapeute

#### Longs métrages
- 1980 : Voltan le barbare (Hawk the Slayer) de Terry Marcel : Hawk
- 1980 : There Goes the Bride de Terry Marcel : Nicholas Babcock
- 1980 : Hotwire de Frank Q. Dobbs : Billy Ed Wallace
- 1982 : Tuxedo Warrior d'Andrew Sinclair : Wiley
- 1982 : Guillaume le Conquérant de Gilles Grangier et Sergiu Nicolaescu : Harold II
- 1985 : Les Oies sauvages 2 (Wild Gees II) de Peter R. Hunt : Michael Lukas
- 1987 : Full Metal Jacket de Stanley Kubrick : le lieutenant Lockhart
- 1987 : Tuer n'est pas jouer (The Living Daylights) de John Glen : Felix Leiter, agent de la CIA
- 1989 : Un héros comme tant d'autres (In Country) de Norman Jewison : Tom
- 1991 : The Resurrected de Dan O'Bannon : John March
- 1992 : Des souris et des hommes (Of Mice and Men) de Gary Sinise : Slim
- 1993 : Une femme dangereuse (A Dangerous Woman) de Stephen Gyllenhaal : Steve
- 1994 : L'Enfer blanc (Iron Will) de Charles Haid : Jack Stoneman
- 1994 : Reflections on a Crime de Jon Purdy : James
- 1995 : Une équipe de nases ! (The Big Green) de Holly Goldberg Sloan : Edwin V. Douglas
- 1998 : Un amour en or (Heartwood) de Lanny Cotler : Joe Orsini
- 2005 : Steal Me de Melissa Painter : le père
- 2005 : Crazylove d'Ellie Kanner : Mr. Mayer
- 2007 : Zodiac de David Fincher : Charles Thieriot
- 2008 : Sufer, Dude de S.R. Bindler : Mercer Martin
- 2009 : Way of War de John R. Carter : le secrétaire à la Défense
- 2009 : Nine Dead de Chris Shadley : le tueur
- 2013 : The Fortune Theory d'Aldo Filiberto : Howard Fitzroy

### Télévision

#### Téléfilms
- 1983 : Le Pourpre et le Noir (The Scarlet and the Black) de Jerry London : le lieutenant Jack Manning
- 1988 : The Loner d'Abel Ferrera : Michael Shane
- 1989 : San Berdoo de Jan Eliasberg : Max Jericho
- 1990 : L'Empreinte de la Folie (A Killing in a Small Town) de Stephen Gyllenhaal : Stan Blankenship
- 1990 : Silhouette de Carl Schenkel : l'adjoint Pete Schroeder
- 1991 : Passion de Will Mackenzie : Jack Keenan
- 1992 : Seduction: Three Tales from the Inner Sanctum de Michael Ray Rhodes : Kenneth / Nathan / Tom
- 1993 : L'Enfant Miracle (Miracle Child) de Michael Pressman : Buck Sanders
- 1995 : Mensonges et Trahison (Betrayed: A Story of Three Women) de William A. Graham : Rob Nelson
- 1995 : Au-dessus de tout soupçon (Dead by Sunset) de Karen Arthur : Mike Shinn
- 1996 : Pour le meilleur et pour le pire (Kiss and Tell) d'Andy Wolk : Eric McAvoy
- 1996 : Passé secret (A Mother's Instinct) de Sam Pillsbury : Carl Gibbons / Gilbaine
- 1997 : L.A. Johns de Joyce Chopra : Josh Moyer
- 1998 : Bad As I Wanna Be: The Dennis Rodman Story de Jean de Segonzac : le beau-père de Rodman
- 1998 : Insoupçonnable Vérité (A Change of Heart) d'Arvin Brown : Dr. Jim Marshall
- 1999 : Blue Valley Songbird de Richard A. Colla : Hank
- 2005 : Dynasty: The Making of a Guilty Pleasure de Matthew Miller : Vince Peterson

#### Séries télévisées
- 1978 : Soap : Foreman (saison 1, épisode 25)
- 1979 : Lou Grant : Dr. Lockwood (saison 3, épisode 11)
- 1983 : Phlip Marlowe, détective privé (Philip Marlowe, Private Eye) : George Dial (saison 1, épisode 4)
- 1985 : Mission casse-cou (Dempsey and Makepeace) : Arnold Sims (saison 1, épisode 9)
- 1987 : 24 Heures pour survivre (Screenplay) : Shannon (saison 2, épisode 2)
- 1993 : Against the Grain : Ed Clemons (saison 1, épisodes 1 à 8)
- 1994 : Urgences (ER) : Dr. David « Div » Cvetic (saison 1, épisodes 1 à 8)
- 1996 : Les Aventuriers du Paradis (Second Noah) : Travis Beckett (saison 1, épisode 12)
- 1998 : Promised Land : Doug Milner (saison 2, épisode 19)
- 2001 : Juge et coupable ? (The Judge) : Coleman Kline (saison 1, épisode 1)
- 2002-2003 : 24 Heures chrono (24) : Bob Warner (saison 2, 12 épisodes)
- 2003-2004 : Las Vegas : Larry McCoy (saison 1, 4 épisodes)
- 2004-2010 : Lost : Les Disparus : Christian Shephard (19 épisodes)
- 2005 : Into the West : Jacob Wheeler âgé (saison 1, épisodes 3 à 6)
- 2006 : New York, police judiciaire (Law and Order) : Sherman Loomis (saison 16, épisode 14)
- 2006 : Secrets of a Small Town : Russell Rhodes (saison 1, épisode pilote)
- 2007-2008 : Lost: Missing Pieces : Christian Shephard (saison 1, épisodes 1 & 13)
- 2007-2008 : Wildfire : Oncle Jessie (saisons 3 & 4, 5 épisodes)
- 2009 : Les Experts : Manhattan : McCanna Taylor (saison 6, épisode 2)
- 2009 : Les Experts : Miami : Dean Collins (saison 8, épisode 3)
- 2009-2010 : Trauma : Dr. Lyndon Carnahan (saison 1, 7 épisodes)
- 2010-2011 : Brothers & Sisters : Dr. Karl West (saison 5, 5 épisodes)
- 2011 : Charlie's Angels : Victor Sampson (saison 1, épisodes 5 & 6)